# Цифровий сертифікат
Цифрови́й сертифіка́т — цифровий документ, який є одним із засобів підтвердження відкритого (публічного) ключа приналежності його власникові, суб'єкту матеріального світу. Найчастіше електронний сертифікат додається до підписаного ЕЦП електронного документа та використовується для перевірки, що відкритий ключ належить саме тому власнику, чиї дані зазначено в ньому.
Існує дві моделі організації інфраструктури сертифікатів:
- централізована або інфраструктура відкритих ключів (англ. PKI) — в цій моделі всі користувачі довіряють тільки тим сертифікатам, які  підписані кореневими центрами сертифікації;
- децентралізована — кожен користувач самостійно обирає, яким сертифікатам довіряти та в якій ступень.

Найчастіше файл сертифіката являє собою файл стандарту X.509 в DER або PEM форматі (*.cer), який  містить відкритий ключ та ідентифікаційні дані власника ключа та  підписаний цифровим підписом центра сертифікації.
Сертифікат містить: 
- серійний номер сертифіката;
- назва алгоритму цифрового підпису;
- назва центра сертифікації, що підтвердив підпис власника;
- термін дії сертифікату з ... по ... ;
- ім'я користувача, якому належить сертифікат;
- відкритий (публічний) ключ власника сертифіката (ключів може бути декілька);
- об'єктні ідентифікатори алгоритмів, асоційованих з відкритими ключами власника сертифіката;
- електронний цифровий підпис центру сертифікації вищенаведених даних. Всі дані, які й власно утворюють сертифікат, отримують цифровій відбиток, якій відбивається в сертифікаті;
- назву видавця (issuer).

## Формат сертифікатів
Цифровий сертифікат — набір  відомостей ідентифікації, пов'язаних з відкритим ключем і підписаних довіреною третьою особою, щоб довести їхню дійсність і взаємозв'язок. Сертифікат може бути представлений безліччю різних форматів. PGP підтримує два формати сертифікатів:
- Сертифікати OpenPGP (частіше називані просто ключами PGP)
- Сертифікати X.509

### Формат сертифікату PGP
Сертифікат PGP містить:
- Відкритий ключ власника сертифіката — відкрита частина ключової пари і її алгоритм: RSA v4, RSA Legacy v3, DH або DSA.
- Відомості про власника сертифіката — інформація, що ідентифікує особу користувача: його ім'я, адреса електронної пошти, номер ICQ, фотографія і т. д.
- ЕЦП власника сертифіката — підпис ключової пари, зв'язаної із сертифікатом (т. зв. автопідпис).
- Період дії сертифіката — дата початку дії сертифіката і дата закінчення його дії; указує на те, коли сертифікат стане недійсним (аналогічно терміну дії посвідчення водія). Якщо ключова пара містить додаткові підключі шифрування, то тут буде зазначений період дії кожного з них.
- Найкращий алгоритм шифрування — указує на те, зашифровану яким алгоритмом інформацію воліє одержувати власник сертифіката. Підтримуються такі: CAST, AES, IDEA, Triple-DES і Twofish.

Ви можете представити сертифікат PGP у вигляді відкритого ключа з однієї або декількома прив'язаними до нього «бирками». На цих «бирках» зазначена інформація, що ідентифікує власника ключа, а також підпис цього ключа, що підтверджує, що ключ і ідентифікаційні відомості взаємозалежні. (Цей вид підпису називається автопідписом (self-signature); її містить кожен PGP-сертифікат.)
Унікальний аспект формату сертифікатів PGP у тім, що кожен сертифікат може містити безліч підписів. Будь-яка людина може підписати ідентифікаційно-ключову пару, щоб завірити, покладаючись на своє особисте переконання, що відкритий ключ належить саме зазначеному в ID користувачеві. Якщо пошукати на суспільних серверах-депозитаріях, то можете знайти деякі ключі, як, наприклад, що належить авторові PGP Філу Ціммерману, що містять величезну кількість підписів. Деякі PGP-сертифікати складаються з відкритого ключа з декількома «бирками», кожна з яких містить власні відомості, що ідентифікують власника ключа (наприклад, ім'я власника і його робочий e-mail, псевдо власника і його домашній e-mail, фотографія власника — усі на одному сертифікаті). Список підписів на кожній з «бирок» може бути різним; підписом вказують на достовірність визначеної «бирки» і її приналежність відкритому ключеві, а не на те, що всі «бирки» достовірні. (Врахуйте, що «достовірність» залежить від встановленого неї: підпису — це думки, і різні люди приділяють різний ступінь уваги перевірці дійсності перед підписанням ключа.)

### Формат сертифіката Х.509
X.509 — інший дуже розповсюджений формат. Усі сертифікати Х.509 відповідають міжнародному стандартові ITU-T X.509; у такий спосіб (теоретично), сертифікат Х.509, створений для одного додатка, може бути використаний у будь-якому іншому, що підтримує цей стандарт. На практиці, однак, склалася ситуація, що різні компанії створюють власні розширення для Х.509, не усі з яких між собою сумісні.
Усякий сертифікат вимагає, щоб хтось завірив взаємозв'язок відкритого ключа й ідентифікуючого власника ключа інформації. Маючи справу з PGP-сертифікатом, кожний може виступати як завіритель зведень, що утримуються в ньому, (за винятком випадків, коли ця можливість навмисно обмежена політикою безпеки). Але у випадку сертифікатів Х.509 завірителем може бути тільки Центр сертифікації або хтось, спеціально вповноважений їм на цю роль. (Майте на увазі, що PGP-сертифікати також повною мірою підтримують ієрархічне структурування системи довіри, що використовує ЦС для посвідчення сертифікатів.)
Сертифікат Х.509 — набір стандартних полів, що містять зведення про користувача або пристрій, і їх відповідний відкритий ключ. Стандарт Х.509 визначає, які зведення входять у сертифікат і як вони кодуються (формат даних).
Сертифікат Х.509 містить такі зведення :
- Версія Х.509 — указує, на основі якої версії стандарту Х.509 побудований даний сертифікат, що визначає, яка інформація може в ньому утримуватися.
- Відкритий ключ власника сертифіката — відкритий ключ поряд з ідентифікатором використовуваного алгоритму (що вказує криптосистему, до якої належить даний ключ) і інша інформація про параметри ключа.
- Серійний номер сертифіката — організація-видавець сертифіката зобов'язаний привласнити йому унікальний серійним (порядковий) номер для його впізнання серед інших сертифікатів, виданих даною організацією. Ця інформація застосовується в ряді випадків; наприклад, при анулюванні сертифіката, його серійний номер міститься до реєстру анульованих сертифікатів (Certificate Revocation List, CRL).
- Унікальний встановлювач власника ключа (або DN, distinguished name — унікальне ім'я) — ім'я повинне бути унікальному і єдиним у всьому Інтернету. DN складається з декількох підпунктів і може виглядати приблизно так: CN=Bob Davis, EMAI=bdavis@pgp.com, OU=PGP Engineering, O=PGP Corporation, C=US

(Що позначає Зрозуміле ім'я суб'єкта, електронну пошту, Підрозділ організації, Організацію і Країну відповідно.)
- Період дії сертифіката — дата початку дії сертифіката і дата закінчення його дії; указує на те, коли сертифікат стане недійсний.
- Унікальне ім'я видавця — унікальне ім'я організації, що підписав сертифікат. Звичайно, це найменування Центра сертифікації. Використання сертифіката має на увазі довіра організації, його що підписала. (У випадках з кореневими сертифікатами організація, що видала — цей же ЦС — підписує його сама.)
- ЕЦП видавця — електронний підпис, створений закритим ключем організації, що видав сертифікат.
- Ідентифікатор алгоритму підпису — вказує алгоритм, використаний ЦС для підписання сертифіката.

Існує ряд фундаментальних розходжень між форматами сертифікатів Х.509 і PGP:
- ви можете особисто створити власний сертифікат PGP; ви повинні запросити й одержати сертифікат Х.509 від Центра сертифікації;
- сертифікати Х.509 містять тільки одне ім'я власника сертифіката;
- сертифікати Х.509 містять тільки одну ЕЦП, що підтверджує дійсність сертифіката.

Щоб одержати сертифікат Х.509, ви повинні попросити ЦС видати його вам. Ви надаєте системі свій відкритий ключ, чим доводите, що володієте відповідно закритим, а також деякі ідентифікуючі ваші зведення. Потім ви електронно підписуєте ці зведення і відправляєте весь пакет — запит сертифіката — у Центр сертифікації. ЦС виконує визначений процес перевірки дійсності наданої інформації і, якщо усе сходиться, створює сертифікат, підписує і повертає вам.
Ви можете представити сертифікат Х.509, як звичайний паперовий сертифікат або атестат із приклеєним до нього відкритим ключем. На ньому зазначене ваше ім'я, а також деякі зведення про вас, плюс підпис видавця сертифіката.
Імовірно, найбільша користь від сертифікатів Х.509, це їхнє застосування у Веббраузерах.

## Анулювання сертифіката
Застосування сертифіката припустиме тільки поки він достовірний. Небезпечно покладатися на те, що сертифікат буде захищений і надійний вічно. У більшості організацій і у всіх PKI сертифікат має обмежений термін «життя». Це звужує період, у який система може виявитися під погрозою, якщо сертифікат буде зламаний.
Таким чином, сертифікат створюється з визначеним заданим періодом валідності, що починається з дати створення і закінчується датою витікання (аналогічно терміну придатності харчових продуктів або дії прав водія). Сертифікат може бути використаний протягом усього періоду дії, після закінчення якого перестає бути вірним, оскільки валідність його ідентифікаційно-ключової пари більш не може бути гарантована. (Проте, сертифікат як і раніше може застосовуватися для підтвердження інформації, зашифрованої або підписаної ним раніше протягом періоду життя; однак він стає незастосовний для майбутніх криптографічних нестатків.)
Але іноді з'являється потреба зробити сертифікат недійсним до закінчення терміну його життя, наприклад, у випадку звільнення власника сертифіката з дійсного місця роботи або коли у власника виникає підозра, що закритий ключ даного сертифіката був скомпрометований. Такий процес називається відкликанням або анулюванням. Анульований сертифікат набагато підозріліший, ніж минулий. Минулий сертифікат більш непридатний до використання, однак, не несе такої погрози скомпрометованості, як анульований.
Будь-який користувач, що завірив сертифікат (що доручився за взаємозв'язку ключа і зведень сертифіката), у будь-який момент може відкликати з нього свій підпис, використовуючи той же закритий ключ, яким його створював. Відкликаний підпис указує на те, що завіритель рахував, що відкритий ключ і ідентифікаційна інформація більше не зв'язані один з одним, або що відкритий ключ сертифіката (або відповідний закритий) був скомпрометований. Відкликаний підпис має практично таке ж значення, як і анульований сертифікат.
У випадку сертифікатів Х.509 відкликаний підпис фактично представляє те саме, що й анульований сертифікат, оскільки взагалі лише один підпис був поручительством чинності сертифіката — підпис Центра сертифікації. PGP надає додаткову можливість анулювання всього сертифіката (а не тільки підписів на ньому), якщо ви раптом порахуєте, що він був якимось чином скомпрометований.
Тільки власник сертифіката (власник відповідного закритого ключа) або хтось, спеціально уповноважений власником (т. зв. «довірений скасовувач», designated revoker), може анулювати PGP-сертифікат. (Доручення третій особі функції анулювання досить корисно, тому що втрата пароля до закритого ключа, що найчастіше і є приводом до анулювання, робить виконання цієї процедури самим власником сертифіката неможливої.) Сертифікат Х.509 може бути відкликаний тільки його видавцем — ЦС — за запитом власника.

## Повідомлення про анулювання сертифіката
Після анулювання сертифіката украй важливо сповістити всіх потенційних кореспондентів, що він більше не дійсний. Найпростіший спосіб оповіщення в середовищі PGP — розміщення анульованого сертифіката на сервері-депозитарії; таким чином, усі, хто може вирішити зв'язатися з вами, будуть попереджені не використовувати цей відкритий ключ.
У середовищі PKI повідомлення про анулювання сертифікатів здійснюється за допомогою спеціального механізму, називаного списком відкликаних сертифікатів (Certificate Revocation List, CRL), що публікується Центром сертифікації. CRL містить датований, завірений список всіх анульованих непрострочених сертифікатів системи. Анульовані сертифікати залишаються в списку тільки до моменту свого фактичного витікання, після чого віддаляються відтіля — це запобігає нескінченному розростанню списку.
ЦС обновляє CRL через регулярні проміжки часу. Теоретично, це повинно звести до мінімуму ризик ненавмисного використання анульованого сертифіката. Хоча, усе-таки залишається імовірність випадкового застосування скомпрометованого сертифіката в тимчасовому проміжку між публікаціями CRL.

## Поширення сертифікатів
Сертифікати застосовуються, коли потрібно обмінятися з кимось ключами. Невеликим групам людей, що потребує захищеного зв'язку, не буде складно просто передати один одному дискети або відправити електронні листи, що містять копії їхніх ключів. Це — ручне поширення відкритих ключів, і воно ефективно тільки до визначеного етапу. Наступне — за межами можливостей даного методу, і тоді виникає необхідність розгортання системи, яка б забезпечувала достатню надійність і безпеку, надавала можливості збереження й обміну ключами, так що колеги, бізнес-партнери або незнайомці змогли б відправляти один одному зашифровані повідомлення, якщо в тому виникне необхідність. Така система може реалізуватися у формі простого сховища-депозитарію, називаного сервером сертифікатів, або сервером-депозитарієм відкритих ключів, або мати складнішу і комплексну структуру, що припускає додаткові можливості адміністрування ключів, і називану інфраструктурою відкритих ключів (Public Key Infrastructure, PKI).

## Сервери-депозитарії
Сервер-депозитарій, також називаний сервером сертифікатів, або сервером ключів, — мережева база даних, що дозволяє користувачам залишати і вилучати з неї цифрові сертифікати. Сервер ключів також може мати деякі функції адміністрування, що допомагають організації підтримувати свою політику безпеки. Наприклад, на збереження можуть залишатись тільки ключі, що задовольняють визначеним критеріям.

## Інфраструктури відкритих ключів (PKI)
PKI, як і простий сервер-депозитарій, має базу даних для збереження сертифікатів, але, у той же час, надає сервіси і протоколи для керування відкритими ключами. У них входять можливості випуску (видання), відкликання (анулювання) і системи довіри сертифікатів. Головною ж особливістю PKI є наявність компонентів, відомих як Центр сертифікації (Certification Authority, CA) і Центр реєстрації (Registration Authority, RA). Центр сертифікації (ЦС) видає цифрові сертифікати і підписує їх своїм закритим ключем. Через важливість своєї ролі, ЦС є головним компонентом інфраструктури PKI. Використовуючи відкритий ключ ЦС, будь-який користувач, що бажає перевірити дійсність конкретного сертифіката, звіряє підпис Центра сертифікації і, отже, пересвідчується в цілісності інформації, що міститься в сертифікаті, і, що важливіше, у взаємозв'язку відомостей сертифіката і відкритого ключа.
Як правило, Центром реєстрації (ЦР) називається система людей, механізмів і процесів, що призначена для зарахування нових користувачів у структуру PKI і подальшого адміністрування постійних користувачів системи. Також ЦР може робити «веттинг» — процедуру перевірки того, чи належить конкретний відкритий ключ передбачуваному власникові.
ЦР — людське співтовариство: особа, група, департамент, компанія або інша асоціація. З іншого боку, ЦС — звичайно, програма, що видає сертифікати своїм зареєстрованим користувачам. Існують і захищені від злому апаратні реалізації ЦС, споруджені з куленепробивних матеріалів і обладнані «червоною кнопкою», що анулює в критичній ситуації усі видані ключі. Роль ЦР-ЦС аналогічна тій, що виконує державний паспортний відділ: одні його співробітники перевіряють, чи потрібна видача паспорта (робота ЦР), а інші виготовляють сам документ і передають його власникові (робота ЦС). Наявність ЦР для ЦС не є обов'язковою, але вона забезпечує поділ функцій, що іноді необхідно.

## Чинність і довіра
Будь-який користувач у середовищі криптосистем з відкритим ключем ризикує рано або пізно прийняти помилково підроблений ключ (сертифікат) за дійсний. Валідність (дійсність) є в тому, що конкретний відкритий ключ належить передбачуваному власникові, чия ідентифікаційна інформація зазначена в сертифікаті ключа. Дійсність є одним з найважливіших критеріїв у середовищі системи відкритих ключів, де ви повинні визначати автентичність кожного конкретного сертифіката.
Переконавши, що чужий відкритий ключ достовірний (тобто дійсно належить саме передбачуваному власникові), ви можете підписати копію цього ключа на своєму зв'язуванні, чим засвідчите факт, що ви його перевірили і прийняли за достовірний. Якщо захочете, щоб інші знали ваш ступінь довіри цьому сертифікатові, ви можете експортувати свій, що підтверджє підпис на сервер-депозитарій для того, щоб інші могли неї бачити і могли на неї покластися при визначенні чинності цього ключа.
Деякі компанії вповноважують один або кілька Центрів сертифікації (ЦС) на перевірку чинності сертифікатів. В організації, що використовує PKI із сертифікатами Х.509, задача Центрів реєстрації складається в прийнятті запитів на сертифікати, а задача Центрів сертифікації — у видачі сертифікатів кінцевим користувачам: процес відповіді на запит користувача на одержання сертифіката. В організації, що використовує сертифікати PGP без PKI, задача ЦС — у перевірці валідності всіх PGP-сертифікатів і підписанні справжніх. Як правило, основна мета ЦС — власним підписом «зв'язати» відкритий ключ з ідентифікаційною інформацією, що утримується в сертифікаті, чим завірити третіх осіб, що були прийняті визначені заходи для встановлення зв'язку між ключем і ідентифікаційними зведеннями.
Центр сертифікації в організації — камінь системи чинності і довіри; у деяких організаціях, як, наприклад, у тих, котрі використовують PKI, жоден сертифікат не вважається справжнім, поки не буде підписаний довіреним ЦС.

## Перевірка чинності
Один зі способів визначення чинності сертифіката — деяка механічна процедура. Існує кілька методик її проведення. Наприклад, ви можете попросити свого кореспондента передати копію його відкритого ключа «фізично», тобто вручити на твердому носії — магнітному або оптичному диску тощо Але найчастіше це буває незручно і неефективно.
Інший варіант — звірити відбиток (fingerprints) сертифіката. Наскільки унікальні відбитки пальців людей, настільки ж унікальні і відбитки кожного сертифіката PGP. Відбиток — хеш-значення сертифіката користувача, що показано як одне з його властивостей. У PGP відбиток може бути представлений або як шістнадцяткове число, або як набір біометричних слів, фонетично чіткого і застосовуваних для спрощення вербальної ідентифікації відбитка.
Ви можете визначити дійсність сертифіката подзвонивши власникові ключа і попросивши його прочитати відбиток з його ключа; вам же потрібно звірити цей відбиток проти того, котрий знаходиться на отриманій вами копії. Такий спосіб допустимо, якщо вам знайомий голос кореспондента, але як ви встановите особистість того, з ким навіть незнайомі? Деякі з цією метою поміщають відбитки ключів на свої візитні картки. Ще один метод визначення чинності чужого сертифіката — покластися на думку третьої сторони, що вже установила його дійсність.
ЦС, наприклад, відповідає за детальну перевірку приналежності відкритого ключа передбачуваному власникові перед видачею йому сертифіката. Будь-який користувач, що довіряє ЦС, буде автоматично розцінювати справжніми всі сертифікати, підписані ЦС. Рівнобіжний аспект перевірки чинності полягає в тому, щоб переконатися, що сертифікат не був анульований (відкликаний).

## Установлення довіри
Ви самі засвідчуєте сертифікати. Але ви також довіряєте людям. Тому ви можете довірити людям і право засвідчувати сертифікати. Як правило, якщо тільки власник сам не вручив вам копію ключа, ви повинні покластися на чиюсь чужу думку про його дійсність.

### Позначки-поручителі і довірені поручителі
У більшості випадків користувачі цілком покладаються на ЦС у перевірці чинності сертифікатів. Іншими словами, користувачі переконані, що ЦС провів усю механічну процедуру перевірки за них, і упевнені в його поручительствах за дійсність завірених ним сертифікатів. Така схема працює тільки до деякої межі в кількості користувачів PKI, перейшовши який ЦС не зможе дотримувати колишнього рівня старанності процедури перевірки. У цьому випадку стає необхідним додавання в систему додаткових «поручителів».
ЦС також може бути поручителем (позначкою-представником). Позначка-поручитель не тільки сам завіряє ключі, але надає й іншим особам (організаціям) повноваження запевняння. За аналогією з тим, як король передає свою особисту печатку або факсиміле наближеним радникам, щоб ті могли діяти від його імені, так і позначка-поручитель вповноважує інших діяти як довірених поручителів (довірених представників). Ці довірені поручителі можуть засвідчувати ключі з тим же результатом, що і позначка-поручитель. Однак, вони не можуть створювати нових довірених поручителів.
«Позначка-поручитель» і «довірений поручитель» — терміни PGP. У середовищі Х.509 позначка-поручитель називається кореневим Центром сертифікації (root CA), а довірені поручителі — підлеглими, або проміжними, Центрами сертифікації (subordinate CAs, intermediate CAs).
Кореневий ЦС для підписання ключів використовує закритий ключ, зв'язаний з особливим типом сертифіката, названим кореневим сертифікатом ЦС. Будь-який сертифікат, підписаний кореневим ключем ЦС, стає достовірним будь-якому іншому сертифікатові, підписаному кореневим. Такий процес посвідчення діє навіть для сертифікатів, підписаних іншим ЦС у [зв'язаній ] системі — якщо ключ проміжного ЦС підписаний ключем кореневого ЦС, будь-який сертифікат підписаний першим розцінюється вірним у межах ієрархії. Цей процес відстеження уздовж галузей ієрархії того, хто підписав які сертифікати, називається відстеженням шляху, або ланцюга, сертифікатів.

## Моделі відносин довіри
У відносно закритих системах, таких як невеликі організації і фірми, можна легко відстежити шлях сертифіката назад до кореневого ЦС. Однак, користувачам найчастіше приходиться зв'язуватися з людьми за межами їхнього корпоративного середовища, включаючи і таких, з якими вони ніколи не зустрічалися, наприклад, з постачальниками, споживачами, клієнтами й ін. Установлення лінії довіри з тими, хто не був явно засвідчений ЦС, стає непростою задачею.
Організації виходять з однієї з декількох моделей відносин довіри, що диктують користувачам їхні дії по визначенню чинності сертифікатів. Існують три різні моделі:
- Пряма довіра
- Ієрархічна довіра
- Мережа довіри (Web of Trust)

## Пряма довіра
Пряма довіра — найпростіша з моделей відносин довіри. У цій схемі користувач переконаний, що ключ справжній, оскільки точно знає, від кого одержав цей ключ. Усі криптосистеми тією чи іншою мірою використовують цю форму довіри. Наприклад, у веббраузерах кореневі ключі Центрів сертифікації довіряються прямо, тому що знаходилися в дистрибутиві даного програмного продукту. Якщо й існує який-небудь вид ієрархії, то він поширюється з цих сертифікатів, що прямо довіряються. У PGP користувач, що завіряє ключі самостійно, не прибігаючи до допомоги довірених поручителів, використовує схему прямої довіри.

## Ієрархічна довіра
В ієрархічній системі існує ряд кореневих сертифікатів, від яких розповсюджується довіра. Ці сертифікати можуть або самі завіряти сертифікати кінцевих користувачів, або вони можуть вповноважують інші сертифікати, що будуть завіряти сертифікати користувачів по деякому ланцюзі. Представте, що це велике «дерево» довіри. Дійсність сертифікатів-«листків» (сертифікатів кінцевих користувачів) визначається відстеженням ланцюжка до їхніх посвідчувачів, а від них уже до посвідчувачів цих посвідчувачів, і так доти, поки не буде знайдений кореневий сертифікат, що довіряється прямо.

## Мережа довіри
Мережа довіри поєднує обидві попередні моделі, також привносячи принцип, що довіра є поняття суб'єктивне (що співвідноситься з життєвим представленням), і ідею про те, що чим більше інформації, тим краще. Таким чином, це накопичувальна модель довіри. Сертифікат може бути довіряємо прямо або довіряємо по деякому ланцюжку, що іде до кореневого сертифіката, що довіряється прямо, (позначці-поручителеві), або може бути завірений групою довірених поручителів.
Можливо, вам знайоме поняття «шість ступенів поділу», що означає, що будь-який індивід може встановити деякий ланцюжок до будь-якого іншого індивіда на планеті, використовуючи шість або менш чоловік як посередників. Це — мережа представників.
Таке ж і представлення PGP про довіру. PGP використовує цифрові підписи як власний вид поручительства. Коли один користувач підписує ключ іншого, він стає поручителем цього ключа (відповідає за дійсність ключа і його приналежність передбачуваному власникові). Цей процес, розширюючи, і утворить мережа довіри.
У середовищі PGP будь-який користувач може виступати як центр сертифікації. Кожен користувач може завірити відкритий ключ іншого користувача. Однак, такий сертифікат буде розцінений справжнім іншим користувачем тільки тоді, коли останній визнає завірителя своїм довіреним поручителем. (Іншими словами, ви довіряєте моїй думці про дійсність інших ключів, тільки якщо вважаєте мене своїм довіреного поручителем. У противному випадку, моя суб'єктивна оцінка чинності чужих ключів для вас щонайменше неоднозначна.) На зв'язуванні відкритих ключів кожного користувача утримуються такі показники:
- чи вважає користувач визначений ключ справжнім;
- рівень довіри, наданий користувачем визначеному ключеві, з яким його власник буде виступати поручителем у чинності інших ключів.

Ви вказуєте на своїй копії мого ключа, наскільки вагомим вважаєте мою думку про дійсність підписаних мною ключів. Це винятково система репутації: деякі користувачі відомі тим, що ретельно перевіряють ключі і дають гарні підписи, яким люди довіряють як беззастережному показникові чинності.